# Franziska Reichenbacher

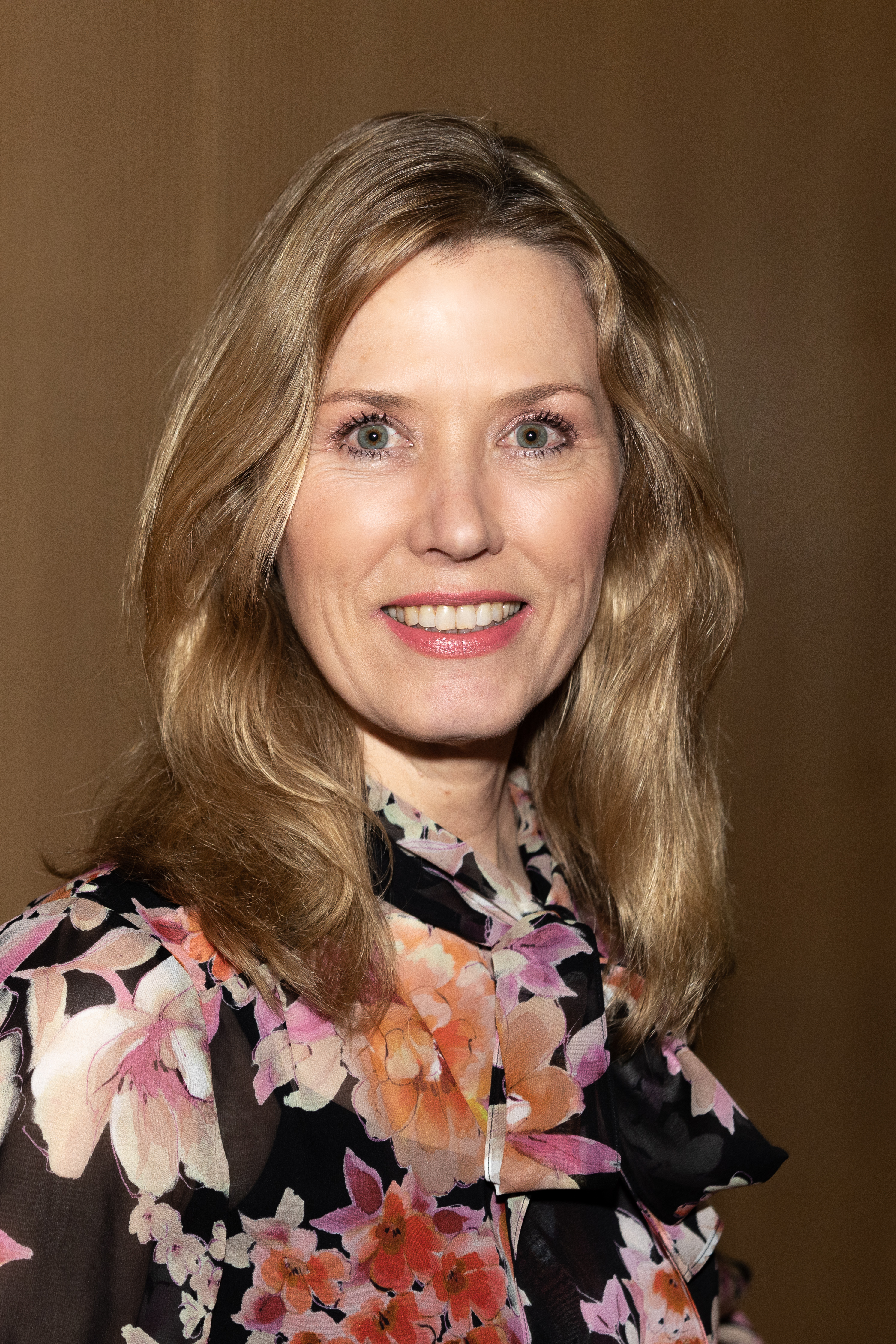
Franziska Reichenbacher (2020)

Franziska Reichenbacher (* 27. November 1967 in Mainz) ist eine deutsche Journalistin und Fernsehmoderatorin. Bekannt wurde sie durch die Ziehung der Lottozahlen in der ARD.

## Leben
Nach ihrem Abitur 1986 in Wiesbaden zog Reichenbacher nach München. Von 1987 bis 1990 arbeitete sie als Fotomodell im In- und Ausland. Ab 1991 studierte sie Theaterwissenschaft, Kommunikationswissenschaft und Psycholinguistik an der Universität München. Ihr Studium schloss sie 1997 mit dem Magister ab. Das Thema ihrer Magisterarbeit lautete: „Der Hörspielregisseur Walter Ohm – Theateradaption im Hörfunk der fünfziger und sechziger Jahre und ihre Relevanz im Hörspielprogramm heute“.
Seit 1993 war Reichenbacher freiberuflich als Journalistin und Moderatorin tätig. Zunächst arbeitete sie bis 1996 beim Hörfunk des Bayerischen Rundfunks, bei Zündfunk, Bayern 3 und im Kinderfunk. Außerdem war sie von 1994 bis 1995 Autorin für das Jugendmagazin jetzt der Süddeutschen Zeitung und von 1996 bis 1997 Mitspielerin im Comedy-Quiz Quast – Das Allerletzte aus aller Welt im Bayerischen Fernsehen.
1997 moderierte Reichenbacher die Nachrichten und Aktuelles beim Sender tv.berlin in Berlin.
Seit Januar 1998 ist Reichenbacher Moderatorin der Ziehung der Lottozahlen in der ARD und Moderatorin beim Hessischen Rundfunk in Frankfurt, im hr-fernsehen und beim Radio (hr1 und hr-klassik). Von 2002 bis 2004 war sie auch für den Lotto-Chat verantwortlich.
Darüber hinaus moderierte sie in den Jahren 2003, 2004, 2005 und 2008 die Eröffnung des Rheingau-Musik-Festivals für 3sat und hr-fernsehen, im Jahre 2004 das Bücherquiz Botto live von der Frankfurter Buchmesse, 2005 die Fernsehsendung zur Verleihung der Hessischen Film- und Kinopreise, im Jahr 2005 und 2006 die Ranglisten-Sendungen im hr-fernsehen (darunter Die 40 beliebtesten Weihnachtslieder und Die beliebtesten Fußball-Lieder) sowie Veranstaltungen und Events, wie die Verleihung der Hessischen Filmpreise, die Gala des Schafhof-Festivals für UNICEF und diverse andere Veranstaltungen.
Seit 1995 ist Reichenbacher mit dem Maler Alfred Joseph Schneiberg verheiratet. Sie hat zwei Töchter (* 2000 und * 2004).
Im Mai 2009 veröffentlichte sie ihre erste CD-Produktion Glück und auf einmal steht es neben Dir, auf der sie mit Musik unterlegte Texte und Gedichte rund um das Thema Glück präsentiert.
2015 spielte sie bei den Bad Hersfelder Festspielen in der Komödie der Irrungen und schrieb das Kinderstück Die Eule nach einem Märchen der Brüder Grimm. Ihr Regiedebüt gab sie 2016 mit Die goldene Gans in Bad Hersfeld. Im Sommer 2017 inszenierte sie Das tapfere Schneiderlein für die Bad Hersfelder Festspiele.